# Eric Addo
Pour les articles homonymes, voir Addo (homonymie).
Eric Addo, né le 12 novembre 1978 à Accra, est un joueur de football ghanéen, naturalisé Belge en 2001. Il joue au poste de défenseur central ou milieu défensif avec l'équipe du Ghana.

## Carrière

### En club
- 1996-1999 : FC Bruges -  Belgique
- 1999-2009 : PSV Eindhoven -  Pays-Bas
  - 2002-2003 : Roda JC (prêt) -  Pays-Bas
  - jan.2009-2009 : Roda JC (prêt) -  Pays-Bas
- 2009-2011 : Roda JC -  Pays-Bas
- 2012 : FC Eindhoven -  Pays-Bas

### En équipe nationale
Eric Addo a honoré sa première sélection avec l'équipe du Ghana à seulement 19 ans.
Il participe à la coupe du monde 2006 avec l'équipe du Ghana.

## Palmarès

### En club
| FC Bruges - Jupiler League - Champion (1) : 1998 - Supercoupe de Belgique - Vainqueur (2) : 1996, 1998 |  | PSV Eindhoven - Eredivisie - Champion (6) : 2000, 2001, 2005, 2006, 2007, 2008 - Coupe des Pays-Bas - Vainqueur (1) : 2005 - Trophée Johan Cruyff - Vainqueur (3) : 2000, 2001, 2008 |

### En sélection
Ghana
- Coupe d'Afrique des Nations
  - Finaliste : 2010
  - 3e place : 2008

### Distinctions personnelles
- Soulier d'ébène belge en 1998 (FC Bruges)
- Jeune Pro de l'année en 1998 (FC Bruges)
- Footballeur Ghanéen de l'année en 1998 (FC Bruges)
- Élu dans le 16 type de la Coupe du monde 2006